# 5 mai 1959
Le mardi 5 mai 1959 est le 125e jour de l'année 1959.

## Événements

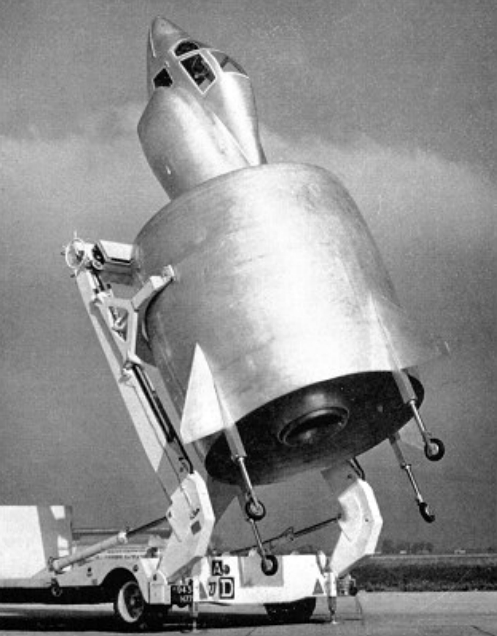
Snecma C-450 Coléoptère à décollage et atterrissage vertical.

- Dixième anniversaire de la création du Conseil de l'Europe, organisation internationale intergouvernementale instituée par le traité de Londres qui rassemble aujourd’hui 47 états membres ;
- L’avion à réaction Snecma C-450 Coléoptère à décollage vertical, piloté par l’ingénieur et astronaute allemand Helmut von Zborowski, fait son premier vol d’essai. Deux mois plus tard, l’avion s’écrase, ce qui faillit coûter la vie à son pilote, l’aviateur français Auguste Morel et mit fin aux recherches sur cet aéronef.

## Naissances

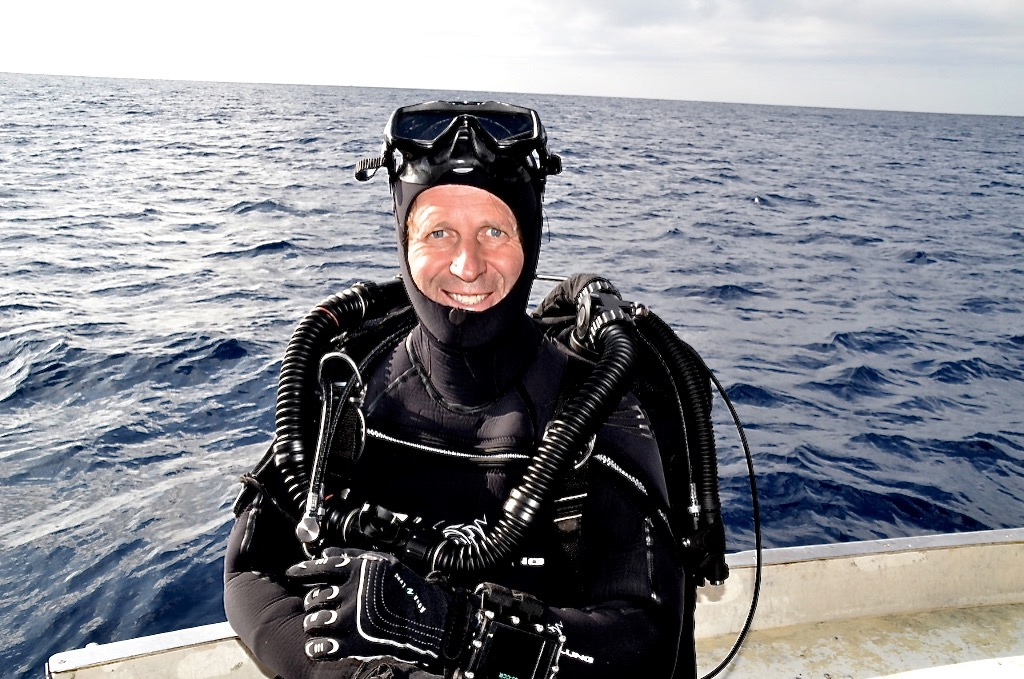
René Heuzey, plongeur français.

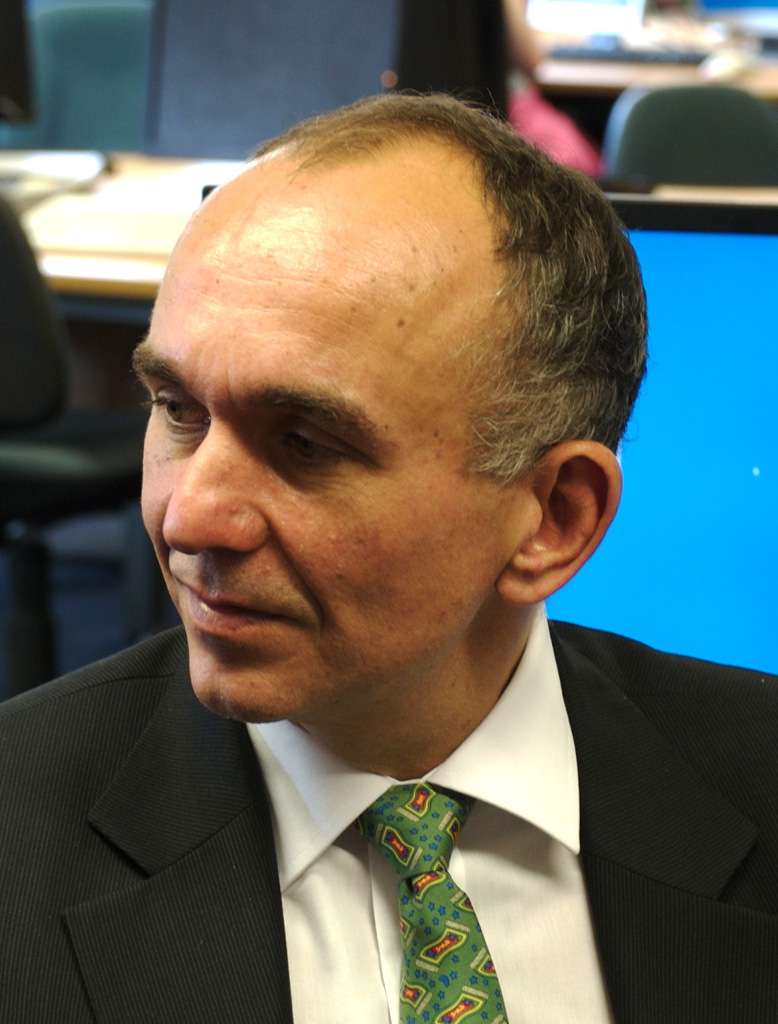
Peter Molyneux, créateur de jeux vidéo britannique.

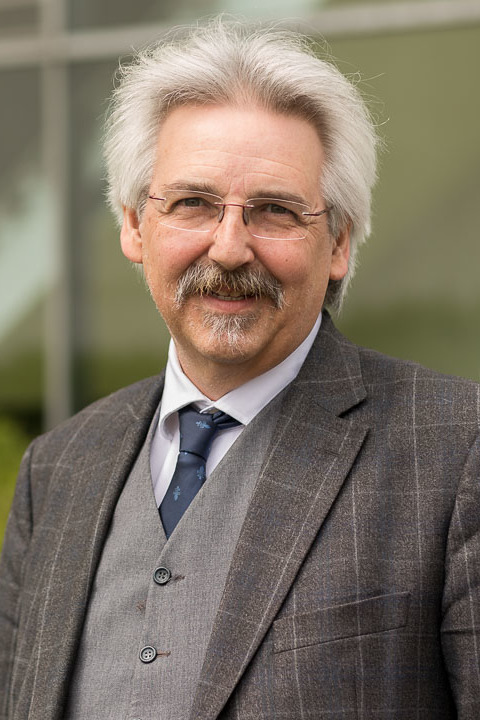
Matthias Theodor Vogt, historien allemand.

- Stephen Archibald (mort le 24 mars 1998), acteur britannique ;
- Éric Barret (de), saxophoniste et compositeur français de jazz ;
- Steven Bayliss (en), catcheur britannique ;
- Jorge Caraballo (en), footballeur uruguayen ;
- Mehul Choksi (en), homme d'affaires d’indien recherché par l'Inde pour complot criminel, abus de confiance, malversation, corruption et blanchiment d'argent. Fugitif, il est résident à Antigua-et-Barbuda où il est dirigeant d’entreprise ;
- Gary Dubin (en) (mort le 8 octobre 2016), auteur américain ;
- Hubert Dupont, musicien de jazz français ;
- Werner Eitle (de), éducateur et psychothérapeute allemand ;
- Elena Eliseenko, joueuse de tennis soviétique ;
- John Frink, producteur de télévision et scénariste américain ;
- Paulo Gorgulho (es), acteur brésilien ;
- Eberhard Grein (de), économiste, auteur et officier allemand ;
- René Heuzey, plongeur professionnel, réalisateur et producteur de films sous-marins français ;
- Barney Hoskyns, critique musical et directeur éditorial britannique ;
- Matthias Jendis (de) (mort le 22 janvier 2009), traducteur littéraire allemand ;
- Rok Kopitar, athlète yougoslave ;
- Cengiz Kurtoğlu, musicien turc de musique traditionnelle ;
- David Lawrence (en) (mort le 20 mars 2017), basketteur américain ;
- Thierry Libaert, professeur d'université français ;
- Bodo Löttgen (de), homme politique allemand ;
- Rita Lü (de), illustratrice, peintre et artiste d'installations allemande ;
- Marc Marot, manager musical et artiste britannique ;
- Ian McCulloch, chanteur, guitariste et compositeur de rock new-wave ;
- Stoyán Mínev (es) (né le 21 août 1890), militant communiste bulgare ;
- Peter Molyneux, créateur de jeux vidéo et chef d'entreprise britannique ;
- Richard Mwanza (mort le 27 avril 1993), joueur de football zambien ;
- Paco Nájera (es), dessinateur de BD espagnol ;
- Paskua, peintre français ;
- Markus Ries (de), historien suisse de l'église ;
- Ernesto Rios (en), boxeur mexicain ;
- Thierry Rocher, dramaturge, comédien, chroniqueur et chansonnier français ;
- Steve Stevens, guitariste américain ;
- Floyd Streete (en), footballeur anglais ;
- Jess Kristian Svane (de), homme politique du Groënland ;
- Naíta Ussene, photojournaliste mozambicain ;
- Valériane de Villeneuve, actrice française.
- Matthias Theodor Vogt, historien allemand de la culture ;
- Vroni Werthmüller (de), sprinteuse suisse spécialisée dans le 100 mètres et le 200 mètres ;
- Brian Williams, journaliste américain ;

## Décès
- Si M'Hamed Bougara (né le 2 décembre 1928), militaire algérien ;
- Alfred Brice (né le 14 novembre 1880), joueur de cricket néo-zélandais ;
- Georges Grente (né le 5 mai 1872), prélat catholique ;
- Frank Kershaw (en) (né le 11 décembre 1879), joueur de cricket anglais ;
- Anton Hafferl (de) (né le 26 mars 1886), anatomiste autrichien et professeur d'université autrichien ;
- Adolf Lindfors (né le 8 février 1879), sportif finlandais spécialiste de lutte gréco-romaine ;
- Hal McIntyre (en) (né le 29 novembre 1914), musicien de jazz américain, saxophoniste, clarinettiste et chef d’orchestre ;
- Carlos Saavedra Lamas (né le 1er novembre 1878), académicien et homme politique argentin, prix Nobel de la paix 1936 ;
- Franz Staud (de) (né le 23 novembre 1905), sculpteur autrichien ;
- Carl-Johan Sundström (de) (né le 1er juillet 1902), homme politique et diplomate finlandais ;
- Wilhelm von Dommes (né le 15 septembre 1867), officier allemand.